# Gunung Bateekapay
Gunung Bateekapay är ett berg i Indonesien.   Det ligger i provinsen Aceh, i den västra delen av landet, 1 600 km nordväst om huvudstaden Jakarta. Toppen på Gunung Bateekapay är 1 053 meter över havet, eller 238 meter över den omgivande terrängen. Bredden vid basen är 2,9 km.
Terrängen runt Gunung Bateekapay är varierad. Trakten runt Gunung Bateekapay är nära nog obefolkad, med mindre än två invånare per kvadratkilometer. I omgivningarna runt Gunung Bateekapay växer i huvudsak städsegrön lövskog.